# Weightless - Emotional freediving
Weightless - Emotional freediving er en kortfilm instrueret af Christian Arp-Hansen og Toni Martin Dobrzanski efter eget manuskript.